# Hin Bredendieck

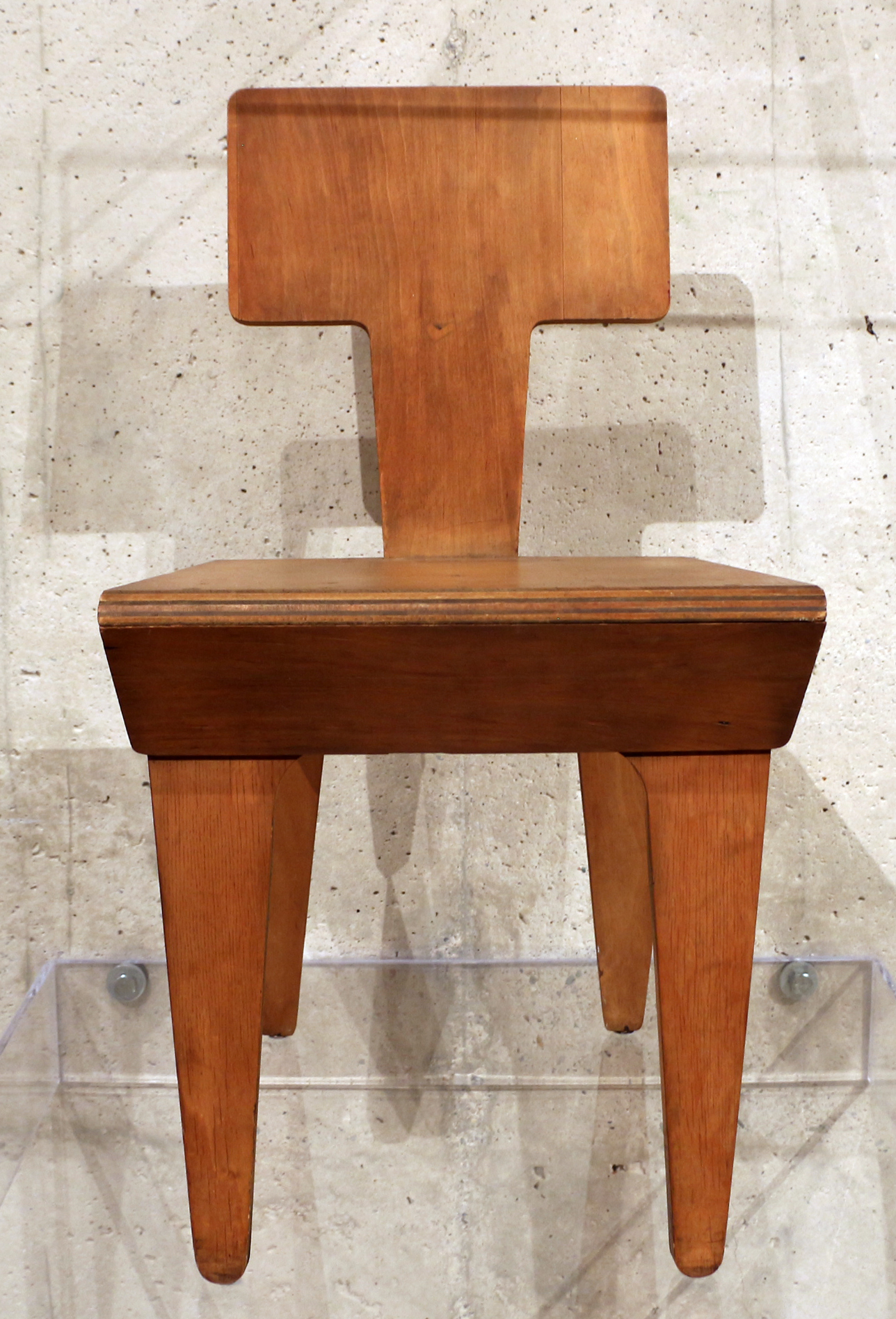
Nathan Lerner und Hin Bredendieck, Stuhl, ca. 1949

Hinrich (Hin) Hermann Focko Bredendieck (geboren 9. April 1904 in Aurich; gestorben 1. September 1995 in Roswell (Georgia)) war ein deutscher Industriedesigner und Pädagoge.

## Leben
Hin Bredendieck machte eine Tischlerlehre in Aurich und arbeitete in einer Möbelfabrik in Leer. 1924 studierte er an der Kunstgewerbeschule in Stuttgart und 1925 an der Kunstgewerbeschule in Hamburg. Von 1927 bis 1930 war Bredendieck Student am Bauhaus Dessau, zunächst im Vorkurs von Josef Albers, dann in der Metallwerkstatt am Bauhaus. Gemeinsam mit Marianne Brandt und Hermann Gautel entwickelte er  Entwürfe für Lampen, die von der Firma Körting & Mathiesen (Kandem) ausgeführt wurden. 1930/31 war Bredendieck in den Ateliers von László Moholy-Nagy und Herbert Bayer tätig. Um 1932 arbeitete Bredendieck mit Sigfried Giedion in der Schweiz. 1937 emigriert er in die USA und übernahm dort die Leitung des Basic Design Workshop und der Holz- und Metallwerkstatt am New Bauhaus Chicago. Als Gründungsdirektor des Instituts für Industriedesign am Georgia Institute of Technology in Atlanta wurde er zu einem der einflussreichsten Vermittler der Bauhaus-Ideen in Amerika.

## Nachlass
Der Nachlass von Hin Bredendieck verteilt sich auf drei Standorte. Bereits zu Lebzeiten gab Bredendieck einige Objekte ans Bauhaus-Archiv. Hier wird auch der von Bredendieck zusammen mit Hermann Gautel entwickelte Arbeitshocker "me 1002" (Schenkung Iwao Yamawaki) bewahrt. Ein umfangreicher Nachlassteil gelangte postum in die Bibliothek des Georgia Institute of Technology in Atlanta. Ein weiterer Teilnachlass wird im Landesmuseum für Kunst und Kulturgeschichte Oldenburg aufbewahrt.

## Ausstellungen
- Landesmuseum für Kunst und Kulturgeschichte Oldenburg, 2019[2]
- Georgia Tech Library, Atlanta, 2021[3]